# Çinar (Azerbaigian)
Çinar è un comune dell'Azerbaigian situato nel distretto di Cəlilabad. Conta una popolazione di 474 abitanti.